# Samuel Penderbayne
Samuel Penderbayne (* 5. September 1989 in Canberra) ist ein australischer Komponist.

## Leben
Nach privatem Kompositionsunterricht bei Elena Kats-Chernin studierte er zunächst Komposition bei Matthew Hindson und Anne Boyd am Sydney Conservatorium von 2007 bis 2011 und danach bei Moritz Eggert an der Hochschule für Musik und Theater München von 2012 bis 2014.
2015 wurde er als erste Stipendiat des Opernstipendiums der Hamburger Staatsoper, der Hochschule für Musik und Theater Hamburg und der Claussen-Simon-Stiftung ausgewählt. Dies führte zur von der Kritik und vom Publikum hochgelobten Premiere seiner ersten abendfüllenden Oper I.th.Ak.A. (Regie: Paul-Georg Dittrich, Text: Helmut Krausser) sowie zu der vom Wolke Verlag veröffentlichen Dissertation "Cross-genre composition: encoding characters in the chamber opera I.th.Ak.A. with semiotic elements derived from commercial music genres". 2019 komponierte er die Kinderoper Die Schneekönigin (Regie: Brigitte Dethier, Text: Christian Schönfelder, nach dem gleichnamigen Märchen von Hans-Christian Andersen) für die Deutsche Oper Berlin, die die Berliner Zeitung als "Die beste Berliner Kinderoper seit langem" beschrieb, und seitdem mehrmals international nachgespielt worden ist. Es folgten die Werke Fucking Åmål an der Hamburger Staatsoper 2022, vom Hamburger Abendblatt als "ein mitreißender Erfolg" beschrieben, der ebenfalls beachtete Siegfried! am Theater Luzern im Jahr 2024 sowie Wir pfeifen auf den Gurkenkönig am Opernhaus Zürich. 2022 gewann er zusammen mit Theresa von Halle den Berliner Opernpreis der Neuköllner Oper Berlin mit der Kammeroper Subotnik (nach dem gleichnamigen Text von Ferdinand von Schirach).
2024 wurde er zum Professor für Komposition an der Musik und Kunst Privatuniversität der Stadt Wien berufen. Seine Werke für jüngeres Publikum werden vom Bühnenverlag Weitendorf (vormals Verlag für Kindertheater) verlegt.

## Werkauswahl
Musiktheater und Oper
- Alice im Wunderland (2014, 9+: "experimentelles" Musical, Text: Roland Schimmelpfennig nach Lewis Carroll)
- I.th.Ak.A (2018, 18+: Kammeroper, Text: Helmut Krausser nach Homer)
- Die Schneekönigin (2019, 8+: Kinderoper, Text: Christian Schönfelder nach Hans-Christian Andersen)
- Fucking Åmål (2022, 14+: Jugendoper, Text: Johannes Blum nach Lukas Moodysson)
- Subotnik (2022, 18+: Kammeroper, Text: Samuel Penderbayne und Theresa von Halle nach Ferdinand von Schirach)
- Siegfried! (2024, 13+: Kammeroper, Text: Christian Schönfelder nach Richard Wagner)
- Wir pfeifen auf den Gurkenkönig! (2024, 7+: Familienoper, Text: Christian Schönfelder nach Christine Nöstlinger)